# Редондеско
Редондѐско (на италиански: Redondesco, на местен диалект: Redundesch, Редундеск) е село и община в Северна Италия, провинция Мантуа, регион Ломбардия. Разположено е на 31 m надморска височина. Населението на общината е 1310 души (към 2014 г.).